# Fondation Copernic
La fondation Copernic, créée en 1998 à Paris, est un cercle de réflexion qui se déclare critique à l'égard du libéralisme économique. La fondation s'adresse aux personnes n'ayant « pas renoncé à changer le monde ».

## Activités
Classée dans les think tanks « participatifs », la fondation Copernic réunit des groupes de travail, composés d'universitaires, de syndicalistes, de militants associatifs et de responsables politiques, dont les études, intitulées Notes de la Fondation Copernic, sont publiées aux Éditions Syllepse sous forme de petits ouvrages argumentés.
« Ancrée à gauche et issue du mouvement social », elle se fixe pour objectif d'informer et d'apporter un autre éclairage — selon son slogan « pour remettre à l'endroit ce que le libéralisme fait fonctionner à l'envers » — notamment sur les questions sociales et économiques : réforme du droit du travail ou de la fiscalité, constitution européenne, construction européenne, réforme de l’assurance maladie, réforme des retraites, lois sécuritaires, école, dépendance, démantèlement des services publics ou de la médecine du travail, campagne pour l’eau publique ou encore l’égalité des droits.

Ancien logo.

Copernic est aussi à l'origine de mobilisations. Elle lance en 2005 l' « Appel des 200 » pour dire un « non » de gauche au traité constitutionnel, amorçant ainsi la campagne contre le traité établissant une constitution pour l'Europe lors du référendum du 29 mai 2005,. Elle avait auparavant organisé, avec le Mouvement de la paix, le rassemblement contre la guerre en Irak (2002). Elle engage la campagne « Travailler tue ! » en 2009. Conjointement avec Attac, elle lance en 2010 la campagne contre le projet de réforme reculant l’âge de la retraite, avant de lancer, fin 2011, avec le DAL et la plateforme Logement des Mouvements sociaux, à long terme, une grande campagne nationale unitaire « Contre le logement cher : un toit, c’est un droit ! ». Parallèlement dans le cadre d’une revendication « d'égalité des droits », Copernic lance la campagne « Homos, hétéros, même loi, mêmes droits ». En outre, la Fondation est membre du « Collectif pour un audit citoyen de la dette publique » et du « Collectif pour un pôle public financier au service des droits » (2012) 
,.
D'autre part, la fondation Copernic organise un séminaire mensuel, et anime une émission de radio sur Fréquence Paris Plurielle, le dernier vendredi de chaque mois.
Avec la Ligue des droits de l’homme (LDH) et le Syndicat des avocats de France (SAF), la fondation Copernic crée fin 2016 l'Observatoire des pratiques policières,.
En janvier 2017, la fondation lance un appel pour sa refondation et la mise sur pied d'une « bourse du travail intellectuel », appel qui rassemble plus de 400 signatures, dont celles de Clémentine Autain (co-porte parole d’Ensemble !), Olivier Besancenot (NPA), Patrick Braouezec (député honoraire), Patrick Chamoiseau (écrivain), Patrice Cohen-Seat (avocat), Caroline De Haas (féministe), Roger Martelli (historien), Gérard Mordillat (écrivain et cinéaste), Claude Pennetier (historien), Marie-Christine Vergiat (députée européenne Front de gauche) ou encore Marie-Pierre Vieu (PCF).
La fondation Copernic et l'association ATTAC sont à l'initiative d'une manifestation le 26 mai 2018 contre la politique du président Emmanuel Macron,.
Une manifestation « pour la justice climatique » a lieu le 8 décembre 2018 à l'initiative d'Attac et de la fondation Copernic.

## Organisation

### Fonctionnement
La fondation Copernic est animée par un bureau coprésidé en 2021 par Janette Habel et Karl Ghazi. La coordination générale est assurée par Pierre Khalfa et Marie-Pierre Vieu. Ce bureau est élu par un conseil d’orientation, qui avalise ses productions, et soutenu par un comité de parrainage.

### Présidents
Ont précédemment présidé la fondation :

- Yves Salesse et Évelyne Sire-Marin
- Anne Le Strat
- Roger Martelli et Caroline Mécary[24]
- Pierre Khalfa